# Mollina
Mollina is een gemeente in de Spaanse provincie Málaga in de regio Andalusië met een oppervlakte van 75 km². In 2007 telde Mollina 4645 inwoners.

## Demografische ontwikkeling
Bron: INE, 1857-2011: volkstellingen